# Canadian Championship 2015
Die Canadian Championship 2015 (offiziell: 2015 Amway Canadian Championship) war ein Fußballturnier, welches von der Canadian Soccer Association organisiert wurde und zur Ermittlung des kanadischen Teilnehmers an der CONCACAF Champions League 2016/17 diente. Die Austragung fand von 22. April 2015 bis zum 25. August 2015 statt.
Das Teilnehmerfeld bestand aus den am professionellen Spielbetrieb in Nordamerika teilnehmenden kanadischen Vereinen Toronto FC, Vancouver Whitecaps und Montreal Impact aus der Major League Soccer sowie dem FC Edmonton und Ottawa Fury, die in der North American Soccer League spielen.
Das Turnier wurde im K.O.-Modus mit Halbfinale und Finale ausgetragen. Dabei wurden drei der Halbfinalplätze an die Teams aus der MLS vergeben. Der vierte Halbfinalplatz wurde in einem Qualifikationsspiel zwischen Ottawa Fury und dem FC Edmonton ausgespielt. Die Begegnungen wurden als Hin- und Rückspiel ausgetragen, dabei hatte das besser gesetzte Team im Rückspiel Heimrecht bzw. könnte im Finale wählen, in welcher der beiden Partien es das Heimrecht ausübte.

## Qualifikationsrunde

### Hinspiel
| 22. April 2015 19:30 (Ortszeit) | Ottawa Fury         | 1:3     | FC Edmonton                                  | TD Place Stadium, Ottawa Zuschauer: 2.402 Schiedsrichter: Geoff Gamble |
| 22. April 2015 19:30 (Ortszeit) | Oliver 1′ Alves 28′ | Bericht | Jones 76′ Fordyce 83′ Laing 87′ Ameobi 90+4′ | TD Place Stadium, Ottawa Zuschauer: 2.402 Schiedsrichter: Geoff Gamble |

### Rückspiel
| 30. April 2015 20:00 (Ortszeit) | FC Edmonton                                             | 3:1     | Ottawa Fury             | Clarke Stadium, Edmonton Zuschauer: 1.858 Schiedsrichter: Drew Fischer |
| 30. April 2015 20:00 (Ortszeit) | Ameobi 9′ Nyassi 15′ Watson 56′ Fordyce 81′ (Strafstoß) | Bericht | Wiedeman 32′ Beckie 66′ | Clarke Stadium, Edmonton Zuschauer: 1.858 Schiedsrichter: Drew Fischer |

## Halbfinale

### Hinspiel
| 6. Mai 2015 19:30 (Ortszeit) | Montreal Impact                       | 1:0     | FC Toronto | Stade Saputo, Montreal Zuschauer: 12.518 Schiedsrichter: Silviu Petrescu |
| 6. Mai 2015 19:30 (Ortszeit) | Lefevre 30′ McInerney 68′ Bernier 78′ | Bericht |            | Stade Saputo, Montreal Zuschauer: 12.518 Schiedsrichter: Silviu Petrescu |

| 13. Mai 2015 19:00 (Ortszeit) | Vancouver Whitecaps       | 1:1     | FC Edmonton         | BC Place, Vancouver Zuschauer: 15.183 Schiedsrichter: David Gantar |
| 13. Mai 2015 19:00 (Ortszeit) | Flores 51′ Koffie 59′ 87′ | Bericht | Ameobi 4′ Smith 26′ | BC Place, Vancouver Zuschauer: 15.183 Schiedsrichter: David Gantar |

### Rückspiel
| 13. Mai 2015 19:30 (Ortszeit) | FC Toronto                                | 3:2     | Montreal Impact                                     | BMO Field, Toronto Zuschauer: 21.069 Schiedsrichter: Mathieu Bourdeau |
| 13. Mai 2015 19:30 (Ortszeit) | Altidore 22′ Cheyrou 56′ Giovinco 58′ 73′ | Bericht | Oduro 16′ 84′ Cooper 25′ Bernier 63′ Kronberg 90+5′ | BMO Field, Toronto Zuschauer: 21.069 Schiedsrichter: Mathieu Bourdeau |

| 20. Mai 2015 20:00 (Ortszeit) | FC Edmonton                                                     | 1:2     | Vancouver Whitecaps                                                              | Clarke Stadium, Edmonton Zuschauer: 3.803 Schiedsrichter: Silviu Petrescu |
| 20. Mai 2015 20:00 (Ortszeit) | Van Oekel 8′ Granitto 38′ Ameobi 90+1′ (Strafstoß) Edward 90+6′ | Bericht | Morales 9′ (Strafstoß) Mezquida 19′ Mattocks 60′ Sampson 70′ Dean 73′ Laba 90+7′ | Clarke Stadium, Edmonton Zuschauer: 3.803 Schiedsrichter: Silviu Petrescu |

## Finale

### Hinspiel
| 12. August 2015 | Montreal Impact             | 2:2     | Vancouver Whitecaps                                | Stade Saputo, Montreal Zuschauer: 12.395 Schiedsrichter: David Gantar |
| 12. August 2015 | Ciman 84′ Jackson-Hamel 85′ | Bericht | Waston 19′ Mattocks 65′ Morales 72′ Tornaghi 90+1′ | Stade Saputo, Montreal Zuschauer: 12.395 Schiedsrichter: David Gantar |

### Rückspiel
| 25. August 2015 | Vancouver Whitecaps   | 2:0     | Montreal Impact                      | BC Place, Vancouver Zuschauer: 19.616 Schiedsrichter: Silviu Petrescu |
| 25. August 2015 | Rivero 40′ Parker 53′ | Bericht | Cabrera 22', 30' Ciman 30′ Oduro 31′ | BC Place, Vancouver Zuschauer: 19.616 Schiedsrichter: Silviu Petrescu |